# Sparianthinae

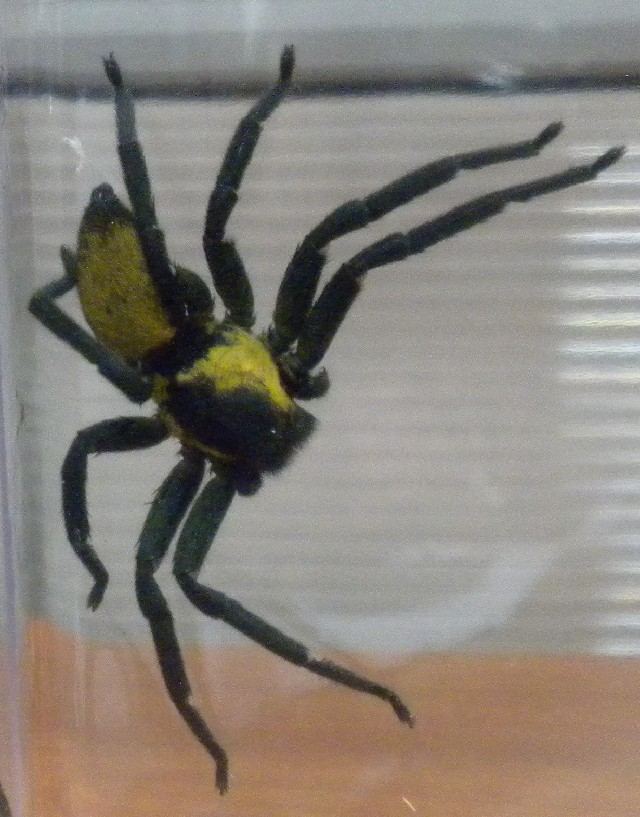
Thelcticopis malayensis

Sparianthinae – podrodzina pająków z infrarzędu Araneomorphae i rodziny spachaczowatych.

## Morfologia i zasięg
Pająki te mają na prosomie ośmioro oczu rozmieszczonych w dwóch rzędach. W widoku grzbietowym zwykle oczy par środkowych leżą na tej samej wysokości co par bocznych lub leżą bardziej z tyłu niż te par bocznych, ale zdarzają się wyjątki od tej reguły. Oczy pary przednio-środkowej zwykle są największe. Wszystkie oczy mają kajakowatego kształtu makaty odblaskowe. Szczękoczułki mają trzy zęby na przedniej krawędzi bruzdy i od dwóch do siedmiu zębów na jej krawędzi tylnej, natomiast brak jest ząbków intermarginalnych. Zęby na tylnych krawędziach bruzd są małe, wyraźnie mniejsze niż na przednich, co stanowi autapomorfię podrodziny. Nogogłaszczki samców wyróżniają się obecnością apofyzy medialnej. Wszystkie nadstopia mają po grzbietowej stronie części odsiebnej błonę trójpłatową o dobrze wykształconych wyrostkach bocznych, ale zredukowanym, zawsze krótszym od nich haczyku środkowym. Odnóża zakończone są dwoma pazurkami o części nasadowej masywniejszej niż wierzchołkowa. 
Przedstawiciele Heteropodinae występują w krainach neotropikalnej, etiopskiej, orientalnej i australijskiej. Największą różnorodność osiągają w krainie neotropikalnej, gdzie stwierdzono występowanie 70 gatunków z 7 rodzajów.

## Taksonomia
Takson ten wprowadzony został w 1897 roku przez Eugène’a Simona pod nazwą Spariantheae, jako jedną z siedmiu grup podrodziny spachaczowatych w rodzinie aksamitnikowatych. Spachaczowate do rangi rodziny, a Sparianthinae do rangi podrodziny  wyniósł w latach 1912–1914 Toivo Henrik Järvi. Pod nazwą Sparianthidinae pająki te wyróżnione zostały jako jedna z ośmiu podrodzin spachaczowatych w Systema Aranearum Aleksandra Pietrunkiewicza z 1928 roku. W 1998 roku Peter Jäger zaproponował synapomorfie podrodziny. Monofiletyzm podrodziny potwierdziły wyniki analizy Jacoba A. Gorneau i innych z 2022 roku. Według wyników molekularnej analizy filogenetycznej Moradmanda i innych z 2014 roku Sparianthinae zajmują pozycję bazalną względem pozostałych spachaczowatych.
Do podrodziny tej zalicza się 129 opisanych gatunków, zgrupowanych w 13 rodzajach:
- Cuiambuca Rheims, 2023
- Decaphora Franganillo, 1931
- Diminutella Rheims & Alayón, 2018
- Extraordinarius Rheims, 2019
- Neostasina Rheims & Alayón, 2016
- Pleorotus Simon, 1898
- Rhacocnemis Simon, 1898
- Sparianthis Simon, 1880
- Stasina Simon, 1877
- Stipax Simon, 1898
- Thelcticopis Karsch, 1884
- Thomasettia Hirst, 1911
- Uaiuara Rheims, 2013